# Chris Noffke
Chris Noffke (né le 6 janvier 1988) est un athlète australien, spécialiste du saut en longueur. Son club est le QAS.

## Palmarès

### Championnats du monde junior d'athlétisme
- Championnats du monde junior d'athlétisme 2004 à Grosseto,  Italie
  - 4e du saut en longueur

### Championnats du monde d'athlétisme jeunesse
- Championnats du monde d'athlétisme jeunesse 2005 à Marrakech,  Maroc
  -  Médaille d'or du saut en longueur

## Meilleures performances
- Longueur : 8,33 m (2010)